# Traité de Saïgon
Le traité de Saïgon transféra à la France la souveraineté sur des parties importantes de l'Annam (actuel Viêt Nam), créant la colonie de Cochinchine et lui donnant accès à la péninsule indochinoise. Il fut signé en 1862 et réitéré en 1874.

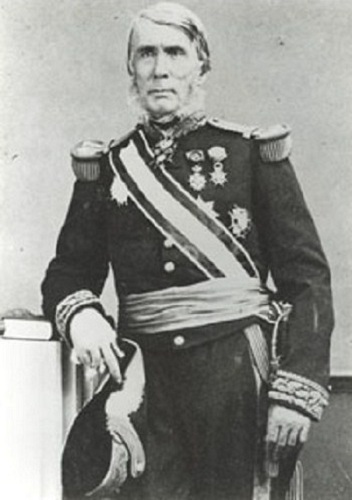
L'amiral Louis Adolphe Bonard (1805-1867) signa pour la France le premier traité de Saïgon.

## Le premier traité de Saïgon
Le traité de Saïgon fut signé le 5 juin 1862 entre le dernier empereur de l'Annam, Tự Đức, et des représentants de l'Empire français. Aux termes de l'accord, l'Annam cédait aux Français Saïgon, l'île de Poulo Condor et trois provinces méridionales — Bien Hoa, Gia Dinh (en) et Dinh Tuong (en) — qui deviendront connues sous le nom de Cochinchine. Il prévoyait la liberté de pratique et de prédication du christianisme, la libre circulation sur le Mékong, et l'ouverture au commerce des ports de Tourane, Quang Yen et Ba Lac à l'entrée du Fleuve Rouge.
Ce traité fut confirmé par le traité de Hué signé le 14 avril 1863.

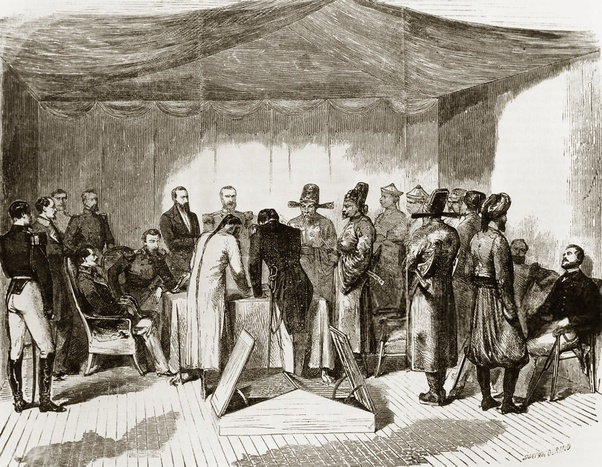
Traité de Saïgon de 1862

## Le second traité de Saïgon
Le second traité est signé le 15 mars 1874 après l'échec de l'expédition Garnier. Il fut négocié par Paul-Louis-Félix Philastre. Il réitérait les stipulations de l'accord antérieur. L'Annam reconnaissait la souveraineté entière de la France sur les trois provinces du Sud occupées par l'amiral de La Grandière en 1867.
Le fleuve Rouge (Song Hong) fut ouvert au commerce ainsi que les ports d'Hanoï, Haïphong et Quy Nhơn. Bien que la France rendît Hanoï, l'empereur vietnamien implora l'aide de la Chine. Aussi, les deux puissances proclamèrent leur souveraineté sur les territoires.
En mars 1882, le premier gouverneur civil de la Cochinchine Charles Le Myre de Vilers considéra le traité de 1874 comme non respecté, ce qui conduisit à l'occupation d'Hanoï le 27 avril 1882.
La guerre franco-chinoise et l'expédition du Tonkin allaient découler de cet affrontement, aboutissant à la mise sous protectorat de l'Annam et du Tonkin puis à la formation de l'Indochine française.